# Ilse Wicksell
Ilse Wicksell (* 10. August 1959) ist eine ehemalige südafrikanische Leichtathletin, die sich auf den Mittelstreckenlauf spezialisiert hat. 

## Sportliche Laufbahn
Erste internationale Erfahrungen sammelte Ilse Wicksell vermutlich im Jahr 1993, als sie bei den Afrikameisterschaften in Belle Vue Maurel in 2:07,48 min die Bronzemedaille im 800-Meter-Lauf hinter der Äthiopierin Zewde Hailemariam und Najat Ouali aus Marokko gewann. Im Jahr darauf gewann sie bei den Afrikameisterschaften in Durban in 2:03,75 min erneut die Bronzemedaille, diesmal hinter Maria de Lurdes Mutola aus Mosambik und der Kenianerin Gladys Wamuyu. Daraufhin trat sie nicht mehr international in Erscheinung.
1993 wurde Wicksell südafrikanische Meisterin im 800-Meter-Lauf.

## Persönliche Bestleistungen
- 800 Meter: 1:59,39 min, 25. März 1983 in Stellenbosch
- 1000 Meter: 2:37,20 min, 7. Februar 1983 in Bloemfontein
- 1500 Meter: 4:14,28 min, 12. April 1996 in Kapstadt